# الدرة المضية في القراءات الثلاث المرضية
منظومة الدرة المضية في القراءات القرآنية الثلاث المتممة للقراءات، أو متن الدرة، هي منظومة في علم القراءات لناظمها محمد بن محمد ابن الجزري، عدد أبيات منظومة الدرة (241) مائتان وواحد وأربعون بيتًا. نظمها سنة 823 هـ
وهي من المنظومات المهمة في القراءات القرآنية، والتي لاقت قبولًا وانتشارًا بين المتخصصين، فلها طبعات عديدة، وشروحات كثيرة، وهي قصيدة لامية في القراءات القرآنية الثلاث -المتممة للقراءات القرآنية العشر، وهي قراءات أبي جعفر ويعقوب وخلف.

## زمن تأليف المنظومة
نظمها سنة 823 هـ كما أشار إلى ذلك بقوله:

## سبب تأليف المنظومة
كان المؤلف قد ألف كتاب تحبير التيسير في القراءات القرآنية العشر، مضيفًا إلى التيسير قراءات الأئمة الثلاث، ومن ثم نظم هذه القراءات القرآنية الثلاث بمنظومته الدرة المضية هذه، وبها تمت القراءات القرآنية العشر الصغرى.
وثمة سبب وجيه آخر دعا ابن الجزري إلى تأليف تحبير التيسير والدرة، وهو ما شاع عند البعض من أن القراءات المعتبرة هي التي في التيسير والشاطبية فحسب، فألف التحبير والدرة تدليلًا على أن القراءات القرآنية ليست محصورة في ذينك الكتابين.

## طريقة ابن الجزري في المنظومة
عارض ابن الجزري في درته شاطبية أبي القاسم الشاطبي، فهي على وزنها وروِيِّها.
واتخذ ابن الجزري في الدرة رموزًا للقراء الثلاثة مطابقة لنظرائهم من الشاطبية، فعد نافعًا أصلًا لأبي جعفر، ورمز له مع راوييه (أبج)، وعد أبا عمرو أصلًا ليعقوب، ورمز له مع راوييه (حطي)، وعد حمزة أصلًا لخلف، ورمز له مع راوييه (فضق).
وكذا اقتفى ابن الجزري أثر الشاطبي في ترتيب الحروف المختلف فيها تقديمًا وتأخيرًا، إلى غير ذلك.

## طبعاتها
- طبعة مكتبة ابن الجزري، تحقيق: د. أيمن سويد.
- طبعة دار الزمان، تحقيق: محمد تميم الزعبي.
- طبعة دار البشائر الإسلامية، تحقيق: د. عبد الله بن محمد سليمان الجار الله.

## شروحاتها
- الإيضاح لمتن الدرة، لعثمان بن عمر الناشري الزبيدي (ت 848 هـ)، تحقيق عبد الرزاق موسى، طبعة دار الضياء.
- شرح أبي القاسم محمد بن محمد النويري (897 هـ)، حقق في رسائل جامعية بجامعة الأزهر.
- المنح الإلهية بشرح الدرة المضية في علم القراءات الثلاث المرضية، لعلي بن محمد الصعيدي الرميلي (ت بعد 1130 هـ)، حقق في رسائل جامعية بجامعة أم القرى.
- شرح محمد بن حسن السمنودي (ت 1199 هـ)، تحقيق جمال الدين محمد شرف طبعة دار الصحابة.
- البهجة المرضية شرح الدرة المضية، لعلي محمد الضباع (ت 1380 هـ)، تحقيق: جمال محمد شرف وعبد الله علوان، طبعة دار الصحابة.
- الإيضاح لمتن الدرة، لـعبد الفتاح القاضي (ت 1403 هـ)، طبعة دار السلام.
- شرح عبد الفتاح السيد عجمي المرصفي (ت 1409 هـ)، تحقيق الدكتور السالم الجكني، بتمويل من كرسي الشيخ يوسف عبد اللطيف جميل للقراءات.